# Christian Friedrich Scherenberg und das literarische Berlin von 1840 bis 1860
Die Schrift Christian Friedrich Scherenberg und das literarische Berlin von 1840 bis 1860 von Theodor Fontane entstand vom Herbst 1882 bis zum frühen Sommer 1884 und erschien vom 26. Juni bis 19. Juli 1884 als Vorabdruck in der Vossischen Zeitung und Ende des Jahres 1884 im Verlag Wilhelm Hertz in Berlin. 
In diesem Aufsatz in 25 Kapiteln versucht Fontane eine Würdigung des Dichters Christian Friedrich Scherenberg, der lange Jahre in der Dichtervereinigung Tunnel über der Spree eine zentrale Rolle spielte, die für Fontanes literarische Anfänge von großer Bedeutung war. Da er wusste, dass Scherenbergs Schriften seinem eigenen kritischen Urteil nicht mehr genügen würden, beschränkte er sich bei der Wertung der Dichtungen bewusst auf sein Urteil aus der Zeit seiner ersten Begegnung mit dem Dichter und unterließ es, sie vor Abschluss des Aufsatzes noch einmal zu lesen. So hat der Text über große Strecken stark autobiographische Züge und manche Passagen wurden wörtlich in Fontanes Darstellung des Tunnels über der Spree in seiner autobiographischen Schrift Von Zwanzig bis Dreißig übernommen. 
Während Fontanes eigene Darstellung sich auf die Person Scherenbergs konzentriert, greift er für die Würdigung seines Werkes weitgehend auf fremde Urteile zurück, für die er recht ausführlich Briefe an Scherenberg heranzieht. Außerdem gibt er recht ausführliche Charakteristiken der Freunde und Förderer Scherenbergs, die sich auf Darstellungen von deren Weggenossen stützen. Dabei geht er besonders ausführlich auf Christian Adolf Friedrich Widmann und Heinrich von Orelli ein, hebt aber auch den späteren preußischen Justizminister Heinrich Friedberg und den Hofschauspieler Louis Schneider als wichtige Förderer hervor und schildert seine Beziehung zu Ferdinand Lassalle. 
Dass diese Schrift aufgrund Fontanes innerer Distanz zu dem früheren „Tunnelliebling“ relativ unausgearbeitet geblieben ist, ermöglicht einen Blick auf seine Arbeitsweise: ausführliche Recherche und recht genaue Orientierung an den Quellen, die erst in der Phase der Ausarbeitung in den „Bummelton“ des Fontaneschen Erzählstils umgeschmolzen und durch oft recht prononcierte Urteile ergänzt wird.